# Otar Korkia
Otar Michajlovič Korkia (gruzínsky ოთარ ქორქია, rusky Отар Михайлович Коркия; 10. května 1923 Kutaisi – 15. března 2005 Tbilisi) byl gruzínský basketbalista, reprezentant Sovětského svazu. Měřil 195 cm, hrál na pozici pivota.
Jako hráč klubu BC Dinamo Tbilisi se stal třikrát mistrem SSSR (1950, 1953, 1954). Se sovětskou reprezentací vyhrál mistrovství Evropy v basketbale mužů 1947, mistrovství Evropy v basketbale mužů 1951 a mistrovství Evropy v basketbale mužů 1953 (u posledního titulu byl jako kapitán mužstva), na mistrovství Evropy v basketbale mužů 1955 skončil jeho tým na třetím místě. Získal také stříbrnou medaili na olympiádě 1952 v Helsinkách.
V roce 1955 ukončil hráčskou kariéru a stal se trenérem, Dinamo Tbilisi dovedl v roce 1962 k vítězství v Poháru mistrů evropských zemí. Později koučoval kambodžskou reprezentaci.
Byl mu udělen titul zasloužilého mistra sportu a zasloužilého trenéra i Leninův řád. V roce 1991 ho Mezinárodní basketbalová federace zařadila na seznam padesáti nejlepších hráčů historie.
Jeho synovec Michail Korkia byl také basketbalistou, má zlatou medaili z olympijských her 1972.